# Линейный переулок (Ломоносов)
Лине́йный переулок — переулок в городе Ломоносове Петродворцового района Санкт-Петербурга, в историческом районе Мартышкино. Проходит от улицы Галины Улановой до улицы Дюма. На северо-восток продолжается улицей Анны Павловой.
Название известно с 1964 года. Связано, вероятно, с тем, что переулок выходит к железнодорожной линии — Балтийской.
До того как в 2009 году продолжающая Линейный переулок улица была названа улицей Анны Павловой, домам вдоль этого участка давали адреса по Линейному переулку. Однако, поскольку нумерация в Линейном переулке идет в обратную сторону, то ГУИОН изобрело фактически второй Линейный переулок — с номерами 1а, 3а, увеличивающимися в сторону Морской улицы.

## Перекрёстки
- улица Галины Улановой / улица Анны Павловой
- Новогорская улица
- улица Дюма